# Hotel California (альбом)
Hotel California — п'ятий студійний альбом американського рок-гурту Eagles, випущений 8 грудня 1976 року на лейблі Asylum Records.

## Про альбом
Альбом став бестселером серед усіх альбомів гурту, тільки у США було продано більше 16 мільйонів примірників, і більше 32 мільйонів копій по всьому світу. Альбом очолив чарти і виграв дві нагороди Греммі за сингли «Hotel California» і «New Kid in Town».
Альбом зайняв 37 місце у списку 500 найкращих альбомів усіх часів за версією журналу «Rolling Stone» .
Завдяки цьому альбому гурт став найуспішнішим американським рок-гуртом десятиліття, зробивши Eagles загальновідомими. Пісня "Hotel California" вважається однією з найкращих рок пісень за весь час, вона займає 47 місце у списку 500 найкращих пісень усіх часів за версією журналу «Rolling Stone».
В той час як гурт займався записом альбому, в сусідній студії на Criteria Studios в Маямі записували свій альбом Technical Ecstasy Black Sabbath. Eagles були змушені неодноразово зупиняти запис, оскільки Black Sabbath робили це занадто голосно, і звук йшов через стіну.
Усі пісні з альбому Hotel California були наживо виконані під час туру Hell Freezes Over за винятком пісні Ренді Мейснера «Try and Love Again».

## Обкладинка альбому

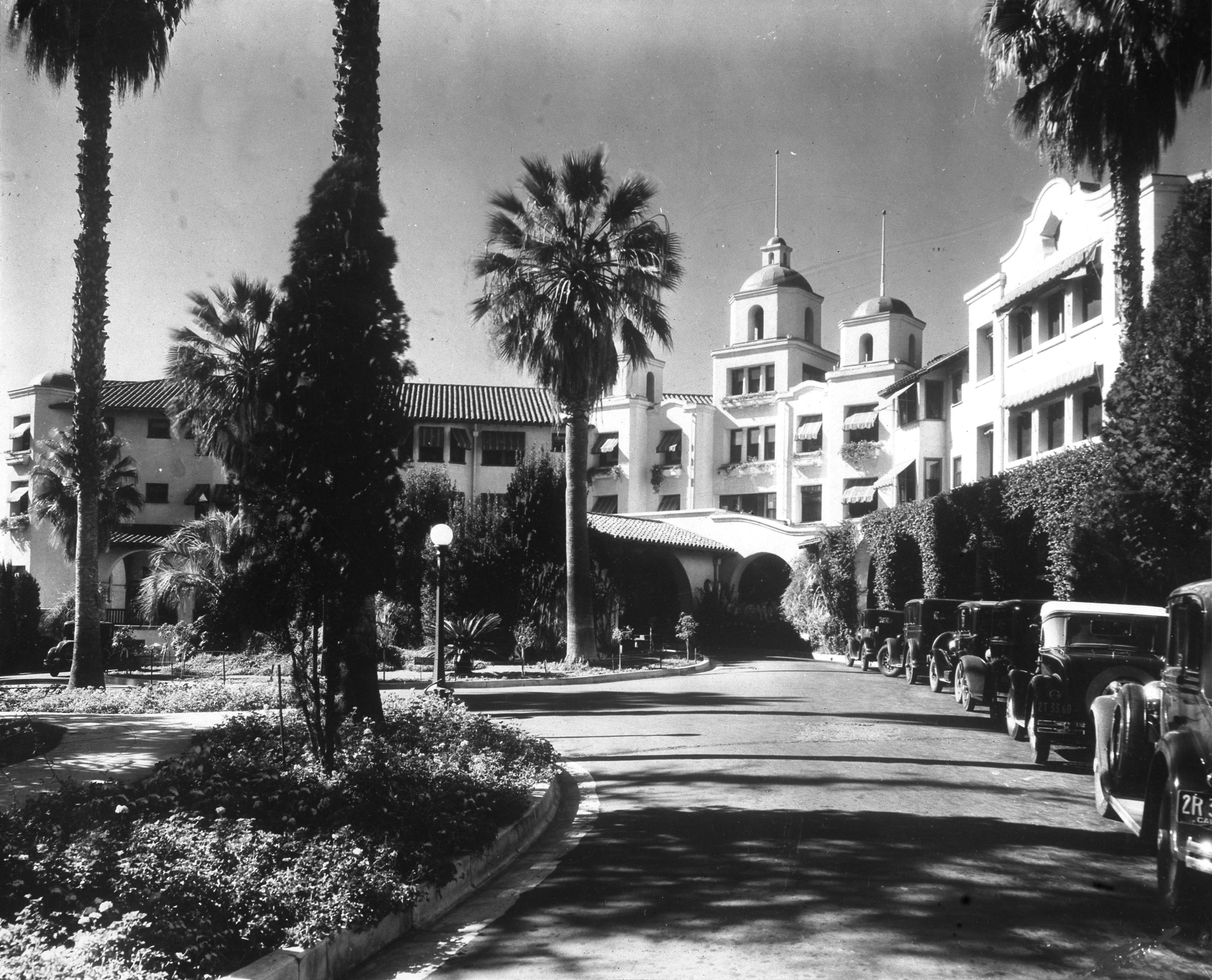
Фотографія The Beverly Hills Hotel 1925 року.

Обкладинка альбому являє собою фотографію готелю The Beverly Hills Hotel. Фотографію було зроблено Девідом Олександром, художньою обробкою займався Кош. Задня обкладинка була зроблена у Lido в Голлівуді.
У 2011 році обкладинка альбому зайняла 37-е місце у списку найкращих обкладинок альбомів усіх часів за версією інтернет видання Music Radar.

## Список композицій
| #  | Назва                       | Автор                             | Lead vocals   | Тривалість |
| -- | --------------------------- | --------------------------------- | ------------- | ---------- |
| 1. | «Hotel California»          | Дон Фелдер, Дон Хенлі, Гленн Фрай | Дон Хенлі     | 6:30       |
| 2. | «New Kid in Town»           | Хенлі, Фрай, J. D. Souther        | Гленн Фрай    | 5:03       |
| 3. | «Life in the Fast Lane»     | Хенлі, Фрай, Джо Уолш             | Дон Хенлі     | 4:46       |
| 4. | «Wasted Time»               | Хенлі, Фрай                       | Дон Хенлі     | 4:55       |
| 5. | «Wasted Time (Reprise)»     | Хенлі, Фрай, Джим Ед Норман       |               | 1:22       |
| 6. | «Victim of Love»            | Фелдер, Хенлі, Фрай, Souther      | Дон Хенлі     | 4:11       |
| 7. | «Pretty Maids All in a Row» | Уолш, Joe Vitale                  | Джо Уолш      | 3:58       |
| 8. | «Try and Love Again»        | Ренді Майснер                     | Ренді Майснер | 5:10       |
| 9. | «The Last Resort»           | Хенлі, Фрай                       | Дон Хенлі     | 7:28       |

## Учасники запису
- Дон Хенлі — вокал, ударні, синтезатор
- Гленн Фрай — вокал, гітара, клавішні
- Ренді Майснер — вокал, бас-гітара
- Дон Фелдер — вокал, гітара, слайд-гітара
- Джо Уолш — вокал, гітара, клавішні

## Греммі
Нагороди
| Рік  | Переможець         | Категорія                     |
| ---- | ------------------ | ----------------------------- |
| 1978 | «Hotel California» | Найкращий запис року          |
| 1977 | «New Kid in Town»  | Найкраще вокальне аранжування |

Номінації
| Рік  | Переможець         | Категорія           |
| ---- | ------------------ | ------------------- |
| 1978 | «Hotel California» | Найкраща пісня року |
| 1978 | Hotel California   | Альбом року         |
| 1977 | Біл Шимчик         | Продюсер року       |